# Bocșa
Bocșa (în maghiară Boksánbánya, în germană Bokschan) este un oraș în județul Caraș-Severin, Banat, România. Are o populație de 16.911 locuitori. La Bocșa s-a prelucrat metalul în furnale înaintea înființării uzinelor din Reșița. Este un oraș dispus pe lungime, format din trei cartiere, odinioară comune de sine stătătoare: Bocșa Română, Vasiova și Bocșa Montană.

## Geografie
Orașul este situat pe cursul mijlociu al râului Bârzava, la 18 km de municipiul Reșița, pe drumul național 58 B Reșița-Timișoara. Orașul se află la nord de paralela 45 grade pe partea vestică a Munților Carpați, la limita sudică a Munților Areniș și la nord de Munții Dognecei.

### Clima
Clima este temperat-continentală cu influențe submediteraneene.

## Sport
Bocșa a avut o echipă pentru Fotbal, Metalul Bocșa, dar acum are doar una pentru Handbal, denumită  A.C.S. (Golden Kids) Bocșa. 
Echipa de fotbal era o echipă de liga a 4-a, având ca stadion, Stadionul Foresta (cunoscut sub numele de Stadionul Izvor), jucând cu grupele de u13 și de u17.

## Demografie
Componența etnică a orașului Bocșa
     Români (75,02%)
     Romi (2,78%)
     Alte etnii (1,78%)
     Necunoscută (20,42%)
Componența confesională a orașului Bocșa
     Ortodocși (57,14%)
     Penticostali (12,1%)
     Romano-catolici (4,09%)
     Baptiști (3,84%)
     Alte religii (1,93%)
     Necunoscută (20,91%)
Conform recensământului efectuat în 2021, populația orașului Bocșa se ridică la 12.949 de locuitori, în scădere față de recensământul anterior din 2011, când fuseseră înregistrați 15.842 de locuitori. Majoritatea locuitorilor sunt români (75,02%), cu o minoritate de romi (2,78%), iar pentru 20,42% nu se cunoaște apartenența etnică. Din punct de vedere confesional, majoritatea locuitorilor sunt ortodocși (57,14%), cu minorități de penticostali (12,1%), romano-catolici (4,09%) și baptiști (3,84%), iar pentru 20,91% nu se cunoaște apartenența confesională.

## Politică și administrație
Orașul Bocșa este administrat de un primar și un consiliu local compus din 17 consilieri. Primarul, Patriciu-Mirel Pascu[*], de la Partidul Social Democrat, este în funcție din 2021. Începând cu alegerile locale din 2024, consiliul local are următoarea componență pe partide politice:
|  | Partid                          | Consilieri | Componența Consiliului | Componența Consiliului | Componența Consiliului | Componența Consiliului | Componența Consiliului | Componența Consiliului | Componența Consiliului | Componența Consiliului | Componența Consiliului | Componența Consiliului |
|  | ------------------------------- | ---------- | ---------------------- | ---------------------- | ---------------------- | ---------------------- | ---------------------- | ---------------------- | ---------------------- | ---------------------- | ---------------------- | ---------------------- |
|  | Partidul Social Democrat        | 10         |                        |                        |                        |                        |                        |                        |                        |                        |                        |                        |
|  | Partidul Național Liberal       | 6          |                        |                        |                        |                        |                        |                        |                        |                        |                        |                        |
|  | Alianța pentru Unirea Românilor | 1          |                        |                        |                        |                        |                        |                        |                        |                        |                        |                        |

### Evoluție istorică
(*) La recensământul din 1930 cehii au fost socotiți împreună cu slovacii, iar croații împreună cu sârbii.
|  | Graficele sunt indisponibile din cauza unor probleme tehnice. Mai multe informații se găsesc la Phabricator și la wiki-ul MediaWiki. |

Date: Recensăminte sau birourile de statistică - grafică realizată de Wikipedia

## Istoric

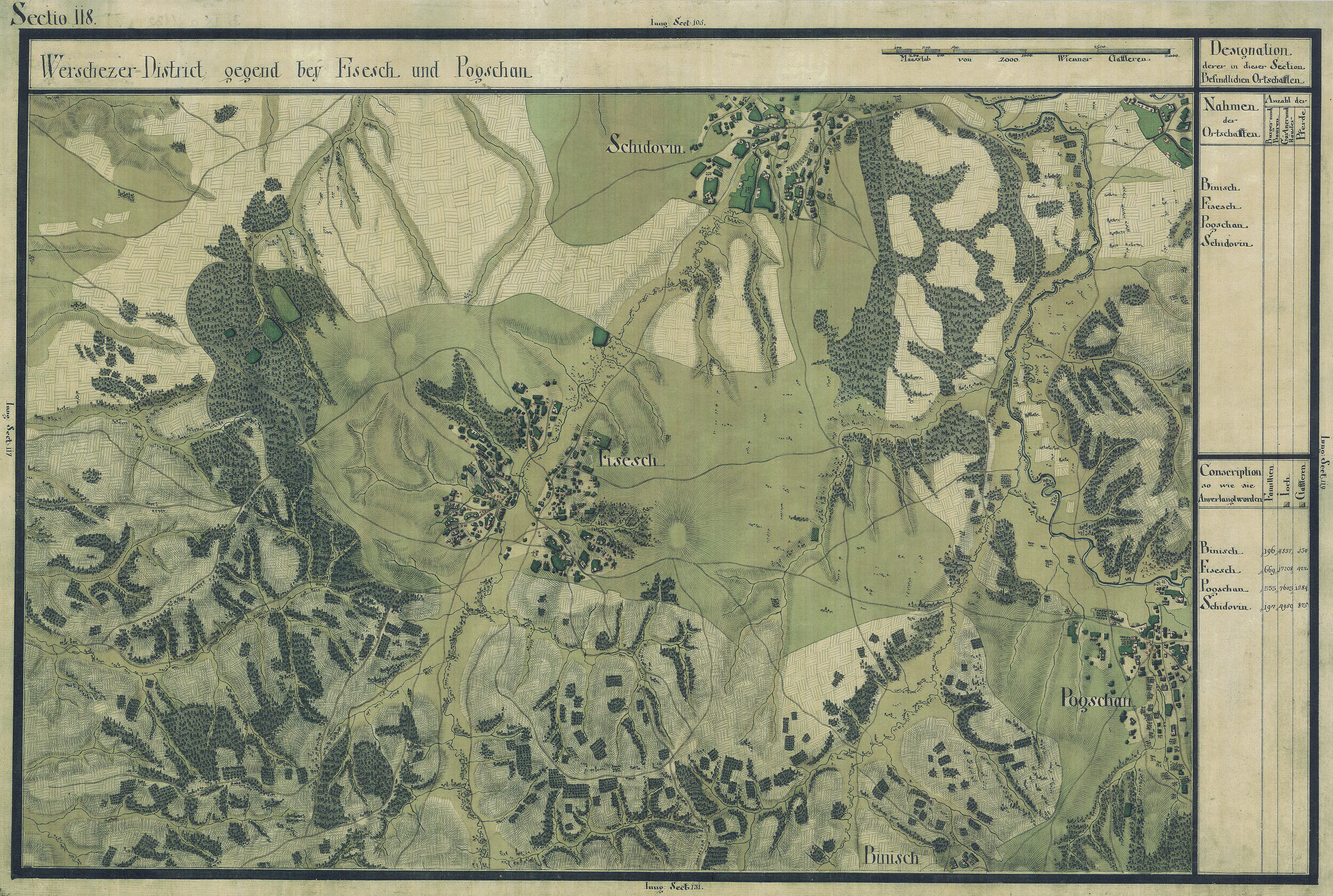
Bocșa în Harta Iosefină a Banatului, 1769-72

Vatra actuală a orașului Bocșa a fost locuită din antichitate, găsindu-se vestigii din perioada culturii Coțofeni datând cu 1.800-1.600 ani Î.Hr. 
O primă mențiune despre existența localității Bocșa o găsim în anul 1333 în catastihul protopopiatului latin de Caraș referitor la deportarea zeciuielii papale, o mențiune ulterioară fiind făcută în anul 1437 cu privire la localitatea Vasiova (WAZYLAW) din districtul privilegiat Capul Bârzavei. 
În anul 1534, un document atesta cetatea Bocșa sub denumirea de ex castro Bochzsa, iar în anul 1607 este menționată stăpînirea turcească asupra cetății Bocșei . 
În anul 1717, sub stăpânirea habsburgică, în documentele administrative, Bocșa Română apare cu 82 de case, iar Vasiova cu 32 de case. 
Primele 13 familii de coloniști din Tirol (mineri), sosesc la Oravița în toamna anului 1718, urmați de alte familii din Boemia (mineri si topitori), aceștia fiind plasați la Oravița, Bocșa si Dognecea. 
Cancelaria aulică a fost informată în 1722 de consilierul baron von Rebentisch, că numai în districtul Bocșa, cu minereurile identificate pot funcționa 10 furnale. 
După construirea la Dognecea a cuptorului înalt de topit cupru și a forjei în 1718, în anul 1719 se construiește la Bocșa un furnal pentru topirea fierului. Această amenajare care a dat numele de Altwerk zonei limitrofe din Bocșa, se compunea din instalația de topire, turnare și forjă și folosea ca forță motrice căderea hidraulică a râului Bârzava. 
Din cauza inundațiilor de la sfârșitul anului 1722 uzinele din Bocșa se mută pe un amplasament numit Neu Werk. 
Urmarea sosirii unor noi coloniști, în zonă ia naștere o nouă așezare distinctă - Bocșa Montană.
În timpul razboiului ruso-turc început în anul 1737 instalațiile de pe valea Barzavei sunt devastate, abandonate și zona este depopulată. 
În anul 1740, după încheierea păcii de la Belgrad din 1 septembrie 1739 se reiau exploatările din Banat. 
În raportul sau, Ignatz von Born menționează starea de decădere a exploatărilor din Bocșa datorată taierii pădurilor și tot în același an (1768) se solicită, într-un raport, extinderea acestor exploatări în amonte, semnându-se actul de naștere al Uzinelor din Reșița. 
Potrivit documentelor, în anul 1754, în Bocșa exista scoală în limba maghiară, iar în anul 1776, sprijinită de biserică, se înființează scoala românească. 
În anul 1871 începe construirea liniei ferate industriale pe distanța Reșita - Bocșa Română - Ocna de Fier în lungime de 31,3 km, care a fost inaugurată la 3 septembrie 1873, iar la 3 septembrie 1874 se dă în funcțiune linia ferată cu ecartament normal Voiteni - Bocșa.
Fabrica din Bocșa prelucra în 1898 mașini și unelte agricole. 
La 28 noiembrie 1908 se dă în exploatare linia ferată normală Oravița - Berzovia - Bocșa - Reșița. 
Sociteatea U.D.R. se înființează în anul 1920 având, ca principal participant societatea S.T.E.G. (care avea concesionată întreaga industrie din Banat încă din 1854), din care făceau parte și fabrica de mașini agricole de la Bocșa, fabrica de cherestea de la Bocșa, fabrica de var de la Coltan și fabrica de acid sulfuric și gudron de la Bocșa. 
Anul 1931 aduce nominalizarea ca localitate turistică, prin decret regal, a comunei Bocșa Montană. 
Din punct de vedere politico-administrativ, Bocșa a fost declarată oraș începând cu 1 ianuarie 1961 și a luat ființă prin unirea comunelor Bocșa Română, Bocșa Montana și Vasiova (cărora li s-au alăturat anterior localitățile Bichistin, Altwerk și Neuwerk). 
(Sursa: Proiectul Rastko Romania - BANATerra.eu)

## Cultură și educație
Festivaluri:
- Festivalul național al intrepreților vocali de muzică populară "Aurelia Fătu Răduțu" - organizat începând din anul 1977.
- Festivalul interjudețean al creatorilor și interpreților de poezie în grai "Tata Oancea" - organizat începând din anul 1976.

## Turism

### Tradiție turistică
Orasul Bocșa are în componența sa și cartierul Bocșa Montană care inițial a fost comuna Bocșa Montană și care prin Deciziunea nr. 46.713 din 25 iulie 1931 a Ministerului Muncii, Sănătații și Ocrotirilor Sociale a fost declarată stațiune climaterică.
Conform suscitatei deciziuni "Localitatea climaterică Bocșa Montană se bucură de toate drepturile si dotările prevăzute în legi și regulamente privitoare la stațiunile hidrominerale și climaterice".
Deciziunea nr. 46.713/21.07 1931 a fost publicata in Monitorul Oficial - Partea I -a nr. 176 din 1 august 1931.
Declararea ca localitate climaterică a Bocșei Montane a fost determinată de condițiile climaterice deosebite de care se bucură zona sa, denumită local PRINGHEL, unde datorită pădurilor si curenților specifici există un aer ozonat benefic pentru refacerea stării de sănătate. În această parte a orașului a fost amenajată și a funcționat mulți ani o zonă de agrement dotată cu un ștrand, jocuri distractive, restaurant, bărci pentru plimbări de agrement pe râul Bârzava și un stadion.

### Mânăstirea „Sfântul Ilie de la Izvor”
Mânăstirea a fost construită la începutul secolului XX, în apropierea unui izvor, în mai multe etape. Inițial a fost ridicată doar capela, iar mânăstirea a fost ridicată mai târziu de către călugărul Macarie Gușcă. 
Conform legendei, în apele izvorului și-a spălat fața un miner care era orb și și-a recăpătat vederea.

### Muzeul „Constantin Lucaci”
La 5 iunie 2012 a fost inaugurat Muzeul "Constantin Lucaci" din orașul Bocșa, localitatea natală a maestrului sculptor, laureat al Premiului Herder în 1984. Muzeul expune un număr de 17 sculpturi din oțel inoxidabil donate orașului Bocșa.

### Arborele pagodelor
Lângă Oficiul de Cadastru Agricol din Bocșa există un arbore de Ginkgo biloba, în România fiind doar zece asemenea exemplare. La Bocșa au fost chiar doi asemenea copaci, unul însă, în decursul vremii, s-a uscat și a fost tăiat. Se pare că cel din Bocșa este și cel mai vechi din România, o fotografie atestându-i existența în anul 1906.

### Împrejurimi
- Ruinele cetații "Buza Turcului"
- Lacul Medreș la 2 km.
- Lacul Vârtoape la 8 km.
- Lacul Dănila la 8 km.
- Lacul Mic si Lacul Mare Dognecea la 17 km.
- Muzeul de mineralogie Constantin Gruescu: Ocna de Fier - 6 km.

### Alte zone turistice
- Munții Semenic cu statiunea climaterica Semenic la o distanță de 57 km.
- Stațiunea Trei Ape la o distanță de 52 km.
- Stațtunea Crivaia și lacul Văliug la 40 km.
- Stațiunea balneoclimaterica Buziaș la distanța de 42 km.
- Cheile Carașului - la 29 km.

## Social
Conform Direcției de Statistică se observă că populația la începutul anului 1992 a fost de 19.152, iar la începutul anului 2002 fiind de 16.927, evidențiindu-se o scădere de 2.225 persoane ceea ce constituie o situație alarmantă pentru localitate. Cauzele acestui fenomen sunt în general lipsa unei perspective viabile de dezvoltare economico-socială a zonei. Lipsa locurilor de muncă a determinat migrarea populației active către alte zone dezvoltate economic din țară, precum și în străinătate. Migrarea în străinătate este constituită, în general din persoane cu vârste cuprinse între 18 – 35 ani.
Conform aceleiași surse, se constată o scădere a natalității în anul 2002 cu 8% față de 2001. Cauzele majore sunt sărăcia și lipsa unei perspective de schimbare a situației. Mortalitatea în orașul Bocșa este de 13% în comparație cu 12,5% pe județul Caraș-Severin și 11,5% pe țară.

## Economie

### Infrastructură tehnico-edilitară existentă
- energie electrică - 80 Km
- gaze naturale - 32 km
- alimentare cu apă: - 40 km cu rețelele de aducțiune incluse
- canalizare - 5 km-parțial colmatate
- acoperire telefonie mobilă-rețea Orange, Vodafone, Telekom, Zapp, Digi
- acoperire telefonie fixa rețeaua Romtelecom

### Transporturi
Căi rutiere care străbat localitatea Bocșa:

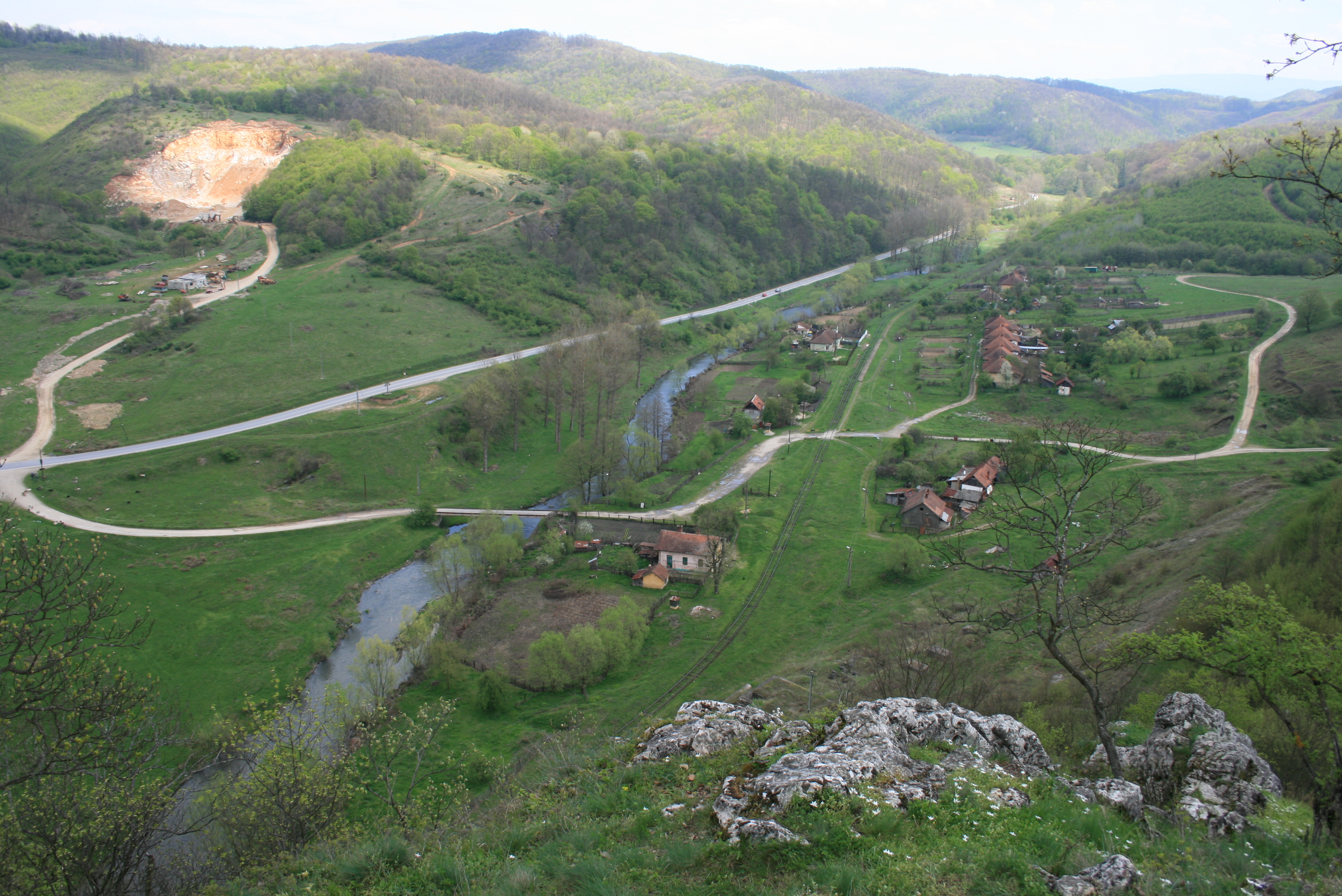
Vedere de pe stânca din Colțan

- DN 58B de la km 9+200 la km 26+100
- DJ 583 de la km 8+200 la km 10+000
- DJ 586 de la km 0+000 la km 4+200
- DJ 585 de la km 12+800 la km 13+300
- DC 81 de la km 0+000 la km 2+600

Căi feroviare
- Calea ferată Reșița –Timișoara

Bocșa dispune de 2 Gări: Bocșa Română și Bocșa Vasiova respectiv 3 halte: Bocșa Montană, Bocșa Română și Colțan.
 Căi aeriene
Cel mai apropiat aeroport este cel din Caransebeș, situat la 61 km distanța, fiind însă dezafectat.De pe acesta se pot efectua deocamdată numai zboruri de agrement, existand speranța reanimării aeroportului pentru scopul sau inițial - zboruri interne de pasageri. Urmatorul aeroport important, aflat la o distanța de 80 km, este aeroportul internațional "Traian Vuia", aflat in imediata vecinătate a municipiului Timișoara.

## Relații externe

### Localități înfrățite
- La Valette-du-Var, Franța din  1993
- Petrovac na Mlavi, Serbia din  2013

## Personalități
- Nicolae Florei (1927 Vasiova - 2000, București), bas - solist al Operei Române și cunoscut interpret de romanțe
- Corneliu Diaconovici (1859 - 1923), publicist, autorul primei enciclopedii românești
- Sándor Szurmay ( 1860 - 1945), ministru al apărarii în Austro-Ungaria 1917-1918
- Petru E. Oance, Tata Oancea, (1881 - 1973), sculptor și poet în graiul bănățean
- Tiberiu Bottlik - (n. 1884 — d. 1974), pictor și sculptor stabilit la Bocșa în 1927
- Zeno Vancea (n. 1900, Vasiova) - muzicolog, compozitor laureat al premiului Herder in 1974
- Carol Loncear (1917 - 1991), ministru al industriei grele între anii 1958-1962
- Iosif Vasile Gaidos - (n. 1919 - d. 1998), pictor. In 1963 se stabileste la Bocsa Montana, unde rămâne până la sfârșitul vieții sale.
- Constantin Lucaci (n. 1923, Bocșa Română - d. 2014), sculptor monumentalist român, profesor de sculptură, laureat al Premiului Herder în 1984
- Constantin Gruescu (n. 1924, Dognecea), mineralog, cercetător
- Aurelia Fătu Răduțu (n. 1929, Vasiova - d. 1972, București), a fost o interpretă de muzică populară din Banat
- Nicolae Bocșan (n. 1947), istoric, profesor universitar
- Monica Tatoiu (n. 1956, Bocșa Montană), femeie de afaceri
- Sorin Frunzăverde (n. 1960-d.2019,Reșița), politician, fost ministru al apărării
- Dorinel Munteanu (n. 1968), fotbalist, component al echipei de fotbal Metalul Bocșa în Divizia B, în anii 1986-1987